# TV3 (Suisse)
Pour les articles homonymes, voir TV3.
TV3 est une chaîne de télévision suisse privée émettant principalement en suisse allemand entre l'automne 1999 et décembre 2001 et dont les studios étaient situés à Schlieren dans le canton de Zurich, studios par la suite repris par la chaîne U1TV en 2005. 5 ans plus tard, il a été remplacé par une nouvelle chaîne appelée 3 Plus TV.

## Généralités
Dès le début de sa diffusion, la chaîne proposa une grille complète et variée, avec de l'information nationale, des talk-shows, des programmes de divertissements et des films et séries, principalement américaines. Dès le début, TV3 se présenta comme une chaîne complémentaire à l'offre de la télévision publique SF DRS. Peu après le début de son existence, la chaîne s'orienta presque uniquement vers les programmes de divertissement et de télé-réalité, avec des programmes populaires tels que Big Brother Schweiz, Expedition Robinson qui fut la version suisse de Survivor, ou Die Bar où des jeunes gens étaient enfermés et devaient gérer un bar à Zurich. L'abandon progressif des émissions d'informations furent un des éléments déclencheurs de la disparition de la chaîne, l'OFCOM insistant sur le caractère non respecté de la concession initiale.

## Diffusion
TV3 était reprise par Cablecom dans toute la Suisse alémanique. Dans d'autres régions, il était possible d'avoir accès à la chaîne uniquement par la prise téléphonique de Swisscom.

## Actionnariat
TV3 fut dès le début détenue à 50 % par le groupe de presse zurichois Tamedia S.A. et à 50 % par le groupe SBS Broadcasting.

## Historique
- 1999 (Automne) : Début des émissions
- 2001 (1er janvier) : SBS Broadcasting vend ses actions à Tamedia S.A. qui détient le capital entier de la chaîne[2].
- 2001 (22 novembre) : Tamedia S.A. annonce des difficultés financières et recherche un nouvel actionnaire.
- 2001 (23 décembre) : TV3 cesse ses émissions et diffuse le film Titanic en guise de conclusion avant d'émettre un écran noir.
- 2006 (31 août) : TV3 est remplacée par sa nouvelle chaîne appelée 3 Plus TV.